# 奧里尚卡
50°14′59″N 35°56′25″E / 50.24972°N 35.94028°E
奧里尚卡（烏克蘭語：Орішанка）是位於烏克蘭東部的村莊，由哈爾科夫州博霍杜希夫區的佐洛奇夫市鎮負責管轄。該村處於烏達河右岸，始建於1721年，面積0.36平方公里，海拔高度146，2001年人口56。